# Pływanie na Letnich Igrzyskach Olimpijskich 1972 – 4 × 100 m stylem zmiennym kobiet
Sztafeta 4 × 100 m stylem zmiennym kobiet – jedna z konkurencji pływackich rozgrywanych podczas XX Igrzysk Olimpijskich w Monachium. Eliminacje i finał odbyły się 3 września 1972 roku.
Złoty medal zdobyły Amerykanki. Sztafeta w składzie: Melissa Belote (1:06,24), Catherine Carr (1:13,99), Deena Deardruff (1:02,61) i Sandra Neilson (57,90) poprawiła o prawie pięć sekund rekord świata, uzyskawszy czas 4:20,75. Srebro wywalczyły reprezentantki NRD, które ustanowiły nowy rekord Europy (4:24,91). Trzecie miejsce zajęły reprezentantki gospodarzy, kończąc wyścig z rezultatem 4:26,46.

## Rekordy
Przed zawodami rekord świata i rekord olimpijski wyglądały następująco:
| Rekord            | Reprezentacja                                                                                                | Czas    | Miejsce   | Data                 | Źródło |
| ----------------- | --- | ------- | --------- | -------------------- | ------ |
| Rekord świata     | Stany Zjednoczone · Susie Atwood · Lynn Vidali · Ellie Daniel · Jane Barkman                                 | 4:25,34 | Knoxville | 18 sierpnia 1972     | [ 1 ]  |
| Rekord olimpijski | Stany Zjednoczone · Kaye Hall (1:07,8) · Catie Ball (1:16,3) · Ellie Daniel (1:04,8) · Susan Pedersen (59,4) | 4:28,3  | Meksyk    | 17 października 1968 | [ 2 ]  |

W trakcie zawodów ustanowiono następujące rekordy:
| Data       | Etap konkurencji | Reprezentacja | Czas    | Rekord |
| ---------- | ---------------- | --- | ------- | ------ |
| 3 września | eliminacje       | Stany Zjednoczone · Susie Atwood (1:07,30) · Judy Melick (1:16,48) · Dana Shrader (1:04,71) · Shirley Babashoff (59,08)      | 4:27,57 | OR     |
| 3 września | finał            | Stany Zjednoczone · Melissa Belote (1:06,24) · Catherine Carr (1:13,99) · Deena Deardruff (1:02,61) · Sandra Neilson (57,90) | 4:20,75 | WR     |

## Wyniki

### Eliminacje
| Miejsce | Wyścig | Reprezentacja     | Zawodniczki | Czas    | Uwagi |
| ------- | ------ | ----------------- | --- | ------- | ----- |
| 1.      | 2      | Stany Zjednoczone | Susie Atwood (1:07,30) Judy Melick (1:16,48) Dana Shrader (1:04,71) Shirley Babashoff (59,08)                             | 4:27,57 | Q,    |
| 2.      | 2      | NRD               | Christine Herbst (1:08,36) Renate Vogel (1:16,38) Roswitha Beier (1:03,98) Gabriela Wetzko (58,84)                        | 4:27,58 | Q     |
| 3.      | 2      | Japonia           | Suzuko Matsumura (1:09,21) Yoko Yamamoto (1:18,30) Mayumi Aoki (1:02,62) Yoshimi Nishigawa (1:00,21)                      | 4:30,34 | Q     |
| 4.      | 1      | ZSRR              | Tinatin Lekweiszwili (1:06,97) Galina Prozumienszczikowa (1:16,01) Iryna Ustymenko (1:06,93) Tatjana Zołotnicka (1:00,42) | 4:30,35 | Q     |
| 5.      | 2      | Kanada            | Wendy Cook (1:07,42) Sylvia Dockerill (1:17,43) Marilyn Corson (1:05,98) Leslie Cliff (1:01,03)                           | 4:31,87 | Q     |
| 6.      | 1      | Szwecja           | Diana Olsson (1:09,35) Britt-Marie Smedh (1:17,00) Eva Wikner (1:05,82) Anita Zarnowiecki (59,70)                         | 4:31,88 | Q     |
| 7.      | 1      | Holandia          | Enith Brigitha (1:07,02) Alie te Riet (1:18,12) Frieke Buys (1:06,66) Anke Rijnders (1:00,39)                             | 4:32,20 | Q     |
| 8.      | 1      | RFN               | Annegret Kober (1:08,46) Verena Eberle (1:17,19) Edeltraud Koch (1:06,83) Jutta Weber (1:00,88)                           | 4:33,37 | Q     |
| 9.      | 1      | Australia         | Sue Lewis (1:09,40) Beverley Whitfield (1:16,74) Sue Funch (1:06,73) Sharon Booth (1:01,08)                               | 4:33,96 |       |
| 10.     | 2      | Wielka Brytania   | Pamela Bairstow (1:10,12) Dorothy Harrison (1:16,39) Jean Jeavons (1:06,65) Lesley Allardice (1:01,43)                    | 4:34,61 |       |
| 11.     | 2      | Szwajcaria        | Susanne Niesner (1:09,46) Margrit Thomet (1:16,19) Erika Rüegg (1:06,96) Françoise Monod (1:02,07)                        | 4:34,69 |       |
| 12.     | 1      | Węgry             | Ildikó Szekeres (1:11,08) Ágnes Kaczander-Kiss (1:16,86) Judit Turóczy (1:08,45) Magdolna Patóh (1:00,13)                 | 4:36,53 |       |
| 13.     | 2      | Francja           | Sylvie Le Noach (1:08,69) Martine Claret (1:20,16) Josiane Castiau (1:08,86) Claude Mandonnaud (1:00,90)                  | 4:38,62 |       |
| 14.     | 1      | Irlandia          | Christine Fulcher (1:10,70) Ann O’Connor (1:20,35) Brenda McGrory (1:08,49) Aisling O’Leary (1:06,02)                     | 4:45,56 |       |
| 15.     | 1      | Włochy            | Alessandra Finesso (1:12,64) Patrizia Miserini (1:23,06) Donatella Talpo (1:10,36) Laura Podestà (1:02,18)                | 4:48,25 |       |
| 16.     | 2      | Meksyk            | María Teresa Ramírez (1:09,63) Ana Elena de la Portilla (1:21,90) Norma Amezcua (1:13,28) Marcia Arriaga (1:04,41)        | 4:49,23 |       |

### Finał
| Miejsce | Reprezentacja     | Zawodniczki | Czas    | Uwagi |
| ------- | ----------------- | --- | ------- | ----- |
| 1. !    | Stany Zjednoczone | Melissa Belote (1:06,24) Catherine Carr (1:13,99) Deena Deardruff (1:02,61) Sandra Neilson (57,90)                        | 4:20,75 | WR    |
| 2. !    | NRD               | Christine Herbst (1:06,89) Renate Vogel (1:16,58) Roswitha Beier (1:03,34) Kornelia Ender (58,09)                         | 4:24,91 | ER    |
| 3. !    | RFN               | Silke Pielen (1:08,27) Verena Eberle (1:15,47) Gudrun Beckmann (1:03,64) Heidemarie Reineck (59,05)                       | 4:26,46 |       |
| 4.      | ZSRR              | Tinatin Lekweiszwili (1:07,09) Galina Prozumienszczikowa (1:14,46) Iryna Ustymenko (1:06,19) Tatjana Zołotnicka (1:00,05) | 4:27,81 |       |
| 5.      | Holandia          | Enith Brigitha (1:06,35) Alie te Riet (1:18,17) Anke Rijnders (1:05,77) Hansje Bunschoten (59,68)                         | 4:29,99 |       |
| 6.      | Japonia           | Suzuko Matsumura (1:08,60) Yoko Yamamoto (1:18,72) Mayumi Aoki (1:02,47) Yoshimi Nishigawa (1:00,39)                      | 4:30,18 |       |
| 7.      | Kanada            | Wendy Cook (1:07,06) Sylvia Dockerill (1:18,41) Marilyn Corson (1:05,02) Leslie Cliff (1:01,07)                           | 4:31,56 |       |
| 8.      | Szwecja           | Diana Olsson (1:09,50) Britt-Marie Smedh (1:16,89) Eva Wikner (1:06,35) Anita Zarnowiecki (59,85)                         | 4:32,61 |       |